# Иван Кесяков
 Тази статия е за лекаря.  За кмета вижте Иван Кесяков (кмет).  
Иван Цоков (Цанчов) Кесяков е български лекар и общественик.

## Биография
Роден е на 7 януари 1871 г. През 1896 година завършва медицина в Ягелонския университет, специализира анатомопатология. Между 1897 и 1900 г. работи като ординатор в Пловдивската окръжна болница.
Активен деец е на Пловдивското дружество на Македоно-одринската организация, като е избиран за председател на настоятелството.
От 1900 до 1905 г. е околийски и окръжен лекар в Пловдив. След това за една година е управител и окръжен лекар във Видинската болница. В два периода (1908 – 1912 и 1921 – 1922) е кмет на град Пловдив. Участва в Балканските и Първата световна войни като военен лекар, началник отделение на полеви лазарет. Между 1912 и 1919 и 1923 и 1934 г. е директор на Народното здраве. През 1935 – 1936 г. е главен секретар и подпредседател на БЧК.
Директор на Дирекцията на народното здраве (1918 – 1919 и 1923 – 1934) и е автор на Закона за народното здраве, действащ през 40-те години. Член на Управителния съвет в годините от 1930 до 1934, главен секретар (1935 – 1936) и подпредседател (1939 – 1940) на Българския червен кръст. Сътрудник е и член на редакционните колегии и редактор на редица медицински списания – „Летописи на Лекарския съюз в България“ и други.[2]
В памет на своите родители Рада и хаджи Цанчо Кесякови и на братята си Славчо и Христо Кесякови, Иван Кесяков и Мария Кесякови завещават на училищно настоятелство в родния и град собствената си къща там. Къщата трябва да бъде обзаведена и бъде използвана като пансион за нуждите на гимназията в Копривщица. През лятото от 15 юли до 5 септември в пансиона се урежда лятна колония за деца, с цел Копривщица да стане едно от най-търсените летовища в България. За реализацията на проектът се грижи ръководството на фондацията „Х. Ненчо Палавеев“.